# Hafsa Sultan
Hafsa Sultan (1500?, Trabzon, Osmanská říše – 10. července 1538 Istanbul, Osmanská říše) byla osmanská princezna, nejmladší dcera sultána Selima I. a jeho manželky Ayşe Hafsa Sultan. Byla sestrou sultána Süleymana I.

## Biografie
Hafsa Sultan byla sestrou sultána Sulejmana I. (vláda v letech 1520–66) a tetou sultána Selima II. (vláda v letech 1566–74). V roce 1516, když jí bylo 16 let, byla provdána za Çoban Mustafa Pašu, guvernéra egyptské provincie, syna Iskendera Paši. Hafsa ovdověla, když Mustafa zemřel v roce 1529 při prvním obléhání Vídně. Po jeho smrti se již nikdy neprovdala. Zemřela v roce 1538.